# Лозница (град)
Вижте пояснителната страница за други значения на Лозница.
Ло̀зница е град в североизточна България, е административен център на община Лозница в област Разград. Населението му е около 2071 души (15 март 2024).

## География
Градът е разположен в близост до три областни града, на 19 км северно от Търговище, 20 км южно от Разград, 37 км западно от Шумен и на 36 км източно от Попово.
Квартали и жилищни комплекси на града са: кварталите – Априлци, Възраждане, Лудогорие, Тополите; жилищен комплекс „Найден Кючуков“.

## История
Първото известно име на селището е Кубадън (на турски: кръстопът, възел на 7 пътя) -то е споменато в османски регистър от 24 декември 1573 година. След Освобождението от в селото се заселват българи балканджии, привлечени от богатата природа и удобното разположение. През 1908 година с доброволен труд и средства от по-заможните е построено първото училище, а през 1927 година и християнска църква. При масовите преименувания на населени места с турски имена през 1934 година селото получава името Лозница.
Колективизацията започва през 1947 година с основаването на ТКЗС.
Роденият в Лозница Пенчо Кубадински в продължение на дълги години е сред висшите ръководители на тоталитарния комунистически режим в България и полага значителни усилия за развитието на родното си място. Традиционно селото е част от Търговищко, но през 1959 година става център на новосъздадена община, включена в Разградски окръг. На 4 септември 1974 година селото е обявено за град. По това време е изработен нов устройствен план на населеното място с автор архитект Стойко Дончев от „Земпроект“. По негов проект са построени и нови обществени сгради – читалище, кино, автогара, спортна зала, здравна служба и сградата на общината. Пощата е по проект на архитект Антония Бранкова, а хотелът – на архитект Ристо Мангов. През 1987 година към общината са присъединени още десетина села, които през 2001 година са върнати в община Търговище.

## Население
Численост
Численост на населението според преброяванията през годините:
| \| Година на преброяване \| Численост \| \| --------------------- \| --------- \| \| 1934 \| 1943 \| \| 1946 \| 1713 \| \| 1956 \| 1424 \| \| 1965 \| 2027 \| \| 1975 \| 3843 \| \| 1985 \| 4006 \| \| 1992 \| 3021 \| \| 2001 \| 2758 \| \| 2011 \| 2230 \| \| 2021 \| 1857 \| |           |
| Година на преброяване | Численост |
| 1934 | 1943      |
| 1946 | 1713      |
| 1956 | 1424      |
| 1965 | 2027      |
| 1975 | 3843      |
| 1985 | 4006      |
| 1992 | 3021      |
| 2001 | 2758      |
| 2011 | 2230      |
| 2021 | 1857      |

Забележка: През 1971 година към Лозница е присъединено съседното село Ловско, което през 1991 година отново е обособено като самостоятелно селище.
Етнически състав
Численост и дял на етническите групи според преброяването на населението през 2011 г.:
|                     | Численост | Дял (в %) |
| Общо                | 2230      | 100,00    |
| Българи             | 1258      | 56,41     |
| Турци               | 542       | 24,30     |
| Цигани              |           |           |
| Други               | 112       | 5,02      |
| Не се самоопределят |           |           |
| Неотговорили        | 312       | 13,99     |

## Инфраструктура
В града функционират 3 училища, Народно читалище „Пробуда“, детска градина и детски комплекс.
Функционират две средни и едно начално училище:
- Професионална гимназия по ветеринарна медицина и земеделие „Александър Стамболийски“ (основано през 1962 г.)
- Средно училище „Христо Ботев“ (основано през 1975 г.)
- Начално училище „Васил Левски“ (основано през 1908 г.)

## Култура
В града има 2 храма – джамия и православна църква „Света Параскева“ (построена през 1927 г.).
Футболен клуб от града е „Вихър“, основан през 1986 г. Той се състезава в А „ОФГ“ Разград.
В началото на месец септември се провежда празникът на Лозница. Към програмата от 2003 г. насам в Градския стадион се провежда и рали с трабанти.
Лозница е побратимен град с  Кючукчекмедже, Истанбул, Турция

## Известни личности
| Пенчо Кубадински (1918 – 1995) |  | Гешо Гешев (1940 – 1999) |
| Пенчо Кубадински (1918 – 1995) |  | Гешо Гешев (1940 – 1999) |

Родени в Лозница
- Гешо Гешев (1940 – 1999), български географ
- Йордан Красимиров, национален състезател по свободна борба[14]
- Пенчо Кубадински (1918 – 1995), политик
- Минко Минков (1938 – 2010), металург и стопански ръководител
- Диян Георгиев Недялков (р. 1974), евроконсултант
- инж. Иван Станчев Пенев (1925 – 2003), заслужил енергетик (БКП)
- Гешо Радоев (1922 – 2015), фронтовак и в двете фази на ВСВ
- Иван Минков Стойчев (1924 – 2010), кинооператор и застраховател